# Czapkay Imre
Czapkay Imre (Kisszeben, 1824. augusztus 12. — Kisszeben, 1884. október 3.) magyar jogász, orvos, magyar szabadságharcos, katonaorvos.

## Élete
Evangélikus nemesi családban született, apja földbirtokos. Öccse Czapkay Lajos József orvos és katonaorvos. Czapkay Imre jogi tanulmányokat végzett. Ügyvédként, majd gyakornokként működött a magyar udvari kamaránál Bécsben.
Az 1848-49-es magyar szabadságharcba 1848 júniusában kapcsolódott be mint önkéntes, az első honvédzászlóaljak egyikénél altiszti beosztásban teljesített szolgálatot. November 11-től a 62. illetve az 56. zászlóaljban hadnagy, ugyanitt 1849 februárjától főhadnagy. 1849. június 16-án áthelyezték a Komáromban alakuló 98. zászlóaljhoz. 1849. augusztus 20-án Klapka György századossá léptette elő.
Komárom feladása után emigrált, 1850. május 9-én bátyjával együtt Amerikában volt, de ekkor már Újházy László és kíséretének fogadása (1850 január 15.) lezajlott a Fehér Házban, s Újházyék elmentek Iowa államba megalapítani Új Budát. Panaszkodtak is a fivérek Pulszky Ferencnek, hogy Újházy László és kísérete minden adományként kapott pénzt egymás közt osztott fel, s nem gondolt az utánuk jövőkre. Czapkay Imre bátyja példáját látva orvosnak tanult, Philadelphiában orvosi vizsgát tett. Magánorvosi praxist folytatott, majd angol, később török katonaorvosként. 1862-ben tért haza szülőföldjére, s az 1867-es kiegyezés után belépett a Sáros vármegyei honvédegyletbe. 1870-től magyar királyi honvéd százados, 1877-ben leszerelt. 1877-től haláláig orvosi praxist folytatott.